# Liga Moldovei
Liga Moldovei, oficial Liga 7777.md, este o competiție profesionistă pentru cluburi de fotbal, localizată în primul eșalon al sistemului de ligi ale fotbalului moldovenesc. Alcătuită din 8 cluburi, funcționează pe un sistem de promovare și retrogradare cu Liga 1. Sezoanele se desfășoară din august până în mai, echipele disputând câte 14 meciuri de fiecare în faza I, înainte de a intra în faza a II-a pentru titlu sau de a retrograda în faza a II-a a Ligii 1. Etapele se desfășoară de sâmbăta și duminica, având loc câte două partide pe zi.
Competiția a fost înființată în 1992, după ce țara și-a proclamat independența față de Uniunea Sovietică. Aceasta a fost formată în locul fostelor competiții republicane sovietice care existau din 1945. Înainte de ocupația sovietică a Basarabiei și Bucovinei de Nord în 1940, cluburile din Moldova modernă, precum Nistru Chișinău, au concurat în competițiile fotbalistice românești. Primul sezon, 1992, a fost unul de primăvară-vară. Începând cu ediția următoare, liga a trecut pe formatul toamnă-primăvară, sezoanele începând într-un an și terminându-se în anul următor.
Sheriff Tiraspol – situat în Transnistria – este cel mai titrat club din campionat cu 21 de titluri, urmat de Zimbru Chișinău cu opt trofee și Milsami Orhei cu două trofee. Petrocub Hîncești, Dacia Chișinău și Tiraspol au cucerit și ele titlul o singură dată fiecare.

## Cluburile sezonului 2025–26
| Club Sportiv     | Localitate | Stadion                     | Poziția în sezonul precedent |
| ---------------- | ---------- | --------------------------- | ---------------------------- |
| Bălți            | Bălți      | Stadionul Orășenesc         | 5                            |
| Dacia Buiucani   | Chișinău   | Stadionul Zimbru-2          | 7                            |
| Milsami          | Orhei      | CSR Orhei                   | 1                            |
| Petrocub         | Hîncești   | Stadionul Municipal         | 4                            |
| Politehnica UTM  | Chișinău   | Stadionul Suruceni          |                              |
| Sheriff Tiraspol | Tiraspol   | CS Sheriff                  | 2                            |
| Spartanii        | Chișinău   | Stadionul Central Nisporeni | 6                            |
| Zimbru           | Chișinău   | Stadionul Zimbru            | 3                            |

## Clasamentul UEFA
Poziția campionatului în clasamentul UEFA pentru sezonul 2024/25 (poziția precedentă e afișată cursiv).
- 28  (26)  Liga I

- 29  (25)  Allsvenskan
- 30  (31)  Liga
- 31  (30)  PrvaLiga
- 32  (32)  Superliga

Poziția cluburilor în clasamentul UEFA pentru sezonul 2024/25 (poziția precedentă e afișată cursiv).
- 77  (85) Sheriff Tiraspol
- 191  (202) Petrocub Hîncești
- 277  (273) Milsami Orhei
- 341  (350) Zimbru Chișinău
- 342  (351) Dinamo-Auto Tiraspol